# MNK Foto Ante Stojan Split
Malonogometni klub Foto Ante Stojan (MNK Foto Ante Stojan; Foto Ante Stojan Split; Foto Ante Stojan) je bio malonogometni (futsal) klub iz Splita, Splitsko-dalmatinska županija.

## O klubu
Foto Ante Stojan je jedan od najznajčajnijih hrvatskih malonogometnih klubova 1990.-ih. Prvi je osvajač hrvatskog malonogometnog kupa, 1994. godine. Klub je rasformiran 1998. godine, a momčad je priključena  "Trogiru", koji je nastavio u 1. HMNL.

## Uspjesi
Hrvatski malonogometni kup
- pobjednik: 1993./94.

Prva hrvatska malonogometna liga
- doprvak 1994./95.

1. splitska liga
- prvak: 1993./94.

## Poznati igrači
- Alen Delpont
- Tonči Boban
- Ivica Lemo
- Jozo Odak
- Vojko Kliškić

## Plasmani po sezonama
| sezona           | rang             | liga             | pozicija         | doigravanje      | napomena, izvori                                                   |
| Foto Ante Stojan | Foto Ante Stojan | Foto Ante Stojan | Foto Ante Stojan | Foto Ante Stojan | Foto Ante Stojan                                                   |
| ---------------- | ---------------- | ---------------- | ---------------- | ---------------- | ------------------------------------------------------------------ |
| 1991.            |                  | 1. A liga Splita | 3. / 14          |                  | [ 1 ]                                                              |
| 1992.            |                  | 1. A liga Splita | 4. / 14          |                  | [ 1 ]                                                              |
| 1993.            |                  |                  |                  |                  |                                                                    |
| 1993./94.        | II.              | 1. liga Splita   | 1. / 14          |                  | [ 2 ]                                                              |
| 1994./95.        | I.               | 1. HMNL - Jug    | 1. / 12          | doprvak          |                                                                    |
| 1995./96.        | I.               | 1. HMNL - Jug    | 1. / 10 (11)     | poluzavršnica    |                                                                    |
| 1996./97.        | I.               | 1. HMNL          | 4. / 12          |                  |                                                                    |
| 1997./98.        | I.               | 1. HMNL          | 11. / 13         |                  | po završetku sezone klub rasformiran momčad priključena MNK Trogir |